# Massif du Devès
Il Massif du Devès è un massiccio montuoso di origine vulcanica della Francia, nei Monti del Velay, parte del Massiccio Centrale. Vasto altopiano basaltico, è situato tra le valli dell'Allier e della Loira. Si trova nel dipartimento dell'Alta Loira e culmina con i 1.421 metri del Monte Devès.

## Cime principali
(accanto a ogni monte la sua altitudine s.l.m.)
- Monte Devès, punto culminante del massiccio, 1421 metri
- Monte Recours, 1382 metri
- Monte Tartas, 1349 metri
- Monte Farnier, 1328 metri
- Rang de la Garde, 1326 metri
- Champ Vestri, 1321 metri
- Monte Long, 1317 metri
- La Durande, 1299 metri
- La Vesseyre, 1279 metri
- Rocher de la Fagette, 1265 metri
- Montchaud, 1243 metri
- Montpignon, 1230 metri

- Monte Burel, 1227 metri
- Suc de Combret, 1232 metri
- Côte Rousse, 1218 metri
- Le Pouzat, 1208 metri
- Montjus, 1122 metri
- Suc de Miceselle, 1115 metri
- La Garde de Tallobre, 1069 metri
- La Garde des Ceyssoux, 1064 metri
- Monte Briançon, 1041 metri